# 453 (số)
453 (bốn trăm năm mươi ba) là một số tự nhiên ngay sau 452 và ngay trước 454.